# Attilas '74
Attilas '74, conosciuto anche col titolo Attilas '74 - The Rape of Cyprus è un film documentario del 1974 diretto da Michael Cacoyannis basato sull'invasione turca di Cipro avvenuta nel 1974. Il film è stato girato a Cipro e in Grecia subito dopo le due invasioni turche e la successiva occupazione di circa un terzo della parte settentrionale dell'isola.

## Trama
Cacoyannis racconta gli eventi del 1974 a Cipro con rare interviste al presidente della Repubblica Makarios III, a Nikos Sampson, l'uomo imposto dalla giunta greca come leader, dopo il tentativo di colpo di stato, e a molte vittime greco-cipriote dell'invasione turca.

## Analisi
Il regista, nominato all'Oscar, Cacoyannis, fornisce quindi approfondimenti e analisi sugli eventi che hanno portato all'invasione, nonché agli eventi successivi; basandosi inoltre, su interviste con sostenitori pro-Makarios e pro-Giunta, questo documentario esplora anche il sentimento anti-americano e imperialista britannico sull'isola e l'indignazione per la mancanza di azioni intraprese da essi e dall' Organizzazione delle Nazioni Unite per proteggere Cipro, mentre alla Turchia veniva effettivamente data carta bianca di invadere e occupare l'Isola, nonostante numerose risoluzioni del Consiglio di Sicurezza delle Nazioni Unite che ne chiedevano il ritiro.